# Іскорки
Іскорки (рос. Искорки) — присілок в Опочецькому районі Псковської області Російської Федерації.
Населення становить 2 особи. Входить до складу муніципального утворення Болгатовська волость.

## Історія
Від 2015 року входить до складу муніципального утворення Болгатовська волость.

## Населення
| 2001 | 2002 | 2010 | 2013 | 2014 | 2015 | 2016 |
| ---- | ---- | ---- | ---- | ---- | ---- | ---- |
| 1    | ↗2   | ↗3   | →3   | ↘1   | ↗4   | ↘2   |